# Telgen
Telgen, auch Telge, ist ein deutscher Familienname, der vor allem im norddeutschen Bereich verbreitet ist, heute aber bis in den süddeutschen Raum und vor allem im Rheinland vorkommt. Als Ursprungsgebiet des Namens wird vor allem die Region Emsland in Deutschland und die Regionen Drenthe und Groningen in den Niederlanden vermutet.
Telgen leitet sich von dem Begriff „Telge“ ab, was so viel wie „kleiner Baum, kleine Eiche, Zweig, Eichenzweig, Setzling, Sprössling aber auch Kind“ bedeutet. Der Beruf des Baum-, genauer Eichenzüchters gilt als Entstehungsgrund des Namens.
Eine Telge meint ursprünglich einen Steckling eines Baumes oder Strauches, welcher an einer Ast- oder Zweiggabelung entsprießt und zum Setzen von neuen Bäumen abgetrennt und in der Erde eingesetzt werden kann.
Eine Alternative Erklärung für den Namensursprung ist die Helgen aus dem Schiffsbau. Auf der Helgen werden bereits die ersten Bugteile eines Schiffes montiert und das Schiff bis zum Stapellauf zu Ende montiert. Bei traditionellen Stapelläufen fährt die Helgen (als Schlitten) mit dem Schiff in Wasser ein und muss später geborgen werden. Die Helgen wird auch als Helling bezeichnet.

## Bekannte Namensträger
- Jan Telge (* 1952), niederländischer Ökonom und Hochschullehrer
- Paul Telge (1846–1909), deutscher Kunsthandwerker sowie Hofjuwelier und Hofgoldschmied des rumänischen Königspaares Karl I. und Elisabeth